# Ohlen Kuhlen
Das Naturschutzgebiet Ohlen Kuhlen liegt in der Gemarkung Helmstorf der Gemeinde Seevetal im Landkreis Harburg, Niedersachsen.

## Allgemeines
Das Naturschutzgebiet Ohlen Kuhlen hat eine Größe von 3,7 ha. Es wurde 1986 durch die Bezirksregierung Lüneburg unter Naturschutz gestellt und trägt die Bezeichnung „NSG LÜ 144“. Das Gebiet gehört zur naturräumlichen Region Lüneburger Heide.
Laut der Bezirksregierung Lüneburg erfolgte die Unterschutzstellung vor allem zum Schutz seltener Pflanzenarten und besonders angepasster Tierarten. Es ist, außer zur Erfüllung dienstlicher oder wissenschaftlicher Aufgaben, nicht gestattet, das Naturschutzgebiet zu betreten.
Zuständige untere Naturschutzbehörde ist der Landkreis Harburg.

## Natur
Im Naturschutzgebiet kommen aufgrund der Gegebenheiten in der Seeveniederung mit ihrem hohen Grundwasserstand extensiv genutztes Feuchtgrünland, Brachflächen mit hochstaudenreichen Sukzessionsstadien und ein floristisch bedeutsamer Bruchwaldbestand vor. Erwähnenswert ist insbesondere ein Bestand an Knabenkräutern.